# Чиріє
Чиріє (італ. Cirié, п'єм. Siriè) — муніципалітет в Італії, у регіоні П'ємонт,  метрополійне місто Турин.
Чиріє розташоване на відстані близько 550 км на північний захід від Рима, 21 км на північний захід від Турина.
Населення — 19 044 особи (2014).
Покровитель — святий Киріяк.

## Демографія
Населення за роками:

Станом на 1 січня 2023 року в муніципалітеті офіційно проживали 1143 іноземці з 56 країн, серед них 677 громадян країн Євросоюзу та 25 громадян України.

## Уродженці
- Франко Семіолі (*1980) — італійський футболіст, півзахисник, згодом — футбольний тренер.

## Сусідні муніципалітети
- Ноле
- Сан-Карло-Канавезе
- Сан-Мауриціо-Канавезе
- Робассомеро